# Marco Minucio Rufo
Marco Minucio Rufo (en latín, Marcus Minucius C. f. C. n. Rufus; m. 216 a. C.) fue un político y militar romano que ocupó el consulado del año 221 a. C., con Publio Cornelio Escipión Asina.

## Carrera militar
Llevó a la guerra junto con su colega en contra de los istrios a quienes sometieron.
En el año 217 a. C. Rufo fue nombrado magister equitum del dictador Quinto Fabio Máximo, que había sido nombrado después de la desastrosa derrota de los romanos en la batalla del Lago Trasimeno. La política prudente de Fabio disgustó al temperamento impetuoso de Rufo que aprovechó el descontento de los soldados y del pueblo contra el lento y defensivo sistema del dictador. Ciertos ritos religiosos llamaron a Fabio a Roma; pero, antes de su partida, encargó a Rufo que en ningún caso arriesgara las tropas en una batalla campal. Sin embargo, sus órdenes fueron desatendidas. 
Minucio Rufo enseguida comenzó una ofensiva y tuvo la suerte de obtener una victoria sobre una división de las tropas de Aníbal. Este éxito trajo tal popularidad a Rufo en Roma que un proyecto de ley, a propuesta del tribuno de la plebe Marco Metilio, fue aprobado concediendo al magister equitum el mismo poder militar que al dictador. 
Como consecuencia de esto el ejército romano se dividió y cada parte por separado hizo su propio campamento. Excitado por la distinción, Rufo aceptó con entusiasmo una batalla que le ofrecía Aníbal, pero fue completamente derrotado en la denominada batalla de Geronium. Sus tropas sólo se salvaron de la destrucción total por la oportuna llegada de Fabio con sus fuerzas. Entonces Rufo generosamente reconoció su error, renunció al comando conjunto y se colocó de nuevo bajo la autoridad del dictador. 
Cayó al año siguiente en la batalla de Cannas.